# Valerius Harpocration
Pour les articles homonymes, voir Harpocration.
Valerius Harpocration est un rhéteur grec actif à la fin du IIe siècle ayant vécu à Alexandrie. Il est l'auteur du Lexique des dix orateurs, ou Lexique des orateurs attiques.

## L'auteur
L'auteur est connu par une entrée de la Souda : enseignant de rhétorique, il aurait pu être associé au Museum d'Alexandrie. De ses ouvrages, le Lexique des dix orateurs est le seul qui nous soit parvenu. Il y cite deux contemporains de l'empereur Auguste. Vers le milieu du XXe siècle l'analyse de plusieurs papyrus a permis de dater assez précisément sa période d'activité autour de la fin du IIe siècle,.
Depuis la fin du XIXe siècle, certains érudits ont voulu identifier Harpocration d'Alexandrie, l'auteur d'un texte de magie hermétique, à Valerius Harpocration, mais sans preuve concluante, et l'hypothèse reste contestée ou ignorée.

## Œuvres
Le Lexique des dix orateurs, un des premiers lexiques qui ait survécu jusqu'à notre époque, est consacré aux orateurs attiques. Il contient entre autres des explications de termes de droit et de politique, des indications biographiques C'est une source importante d'informations sur l'Athènes classique qui se distingue parmi les études datant de l'Antiquité par sa précision. On y trouve également des fragments d'œuvres perdues.
Le lexique est classé lexicographiquement, en tenant compte de toutes les lettres du mot comme un dictionnaire moderne, ce qui est inhabituel pour l'époque d'Harpocration, du moins si ce classement date bien de lui. 
Des manuscrits tardifs en présentent une version assez complète, mais contaminée et légèrement abrégée. Une version abrégée (épitomé), réalisée probablement au IXe siècle, a également survécu. Un fragment de papyrus daté du IIe siècle ou du IIIe siècle en donne quelques extraits. On a aussi des extraits dans Photius, et dans quelques scholies.
Plusieurs éditions du texte grec existent ; depuis l'édition de Bekker de 1833 jusqu'à celle de Kenney de 1991, aucune ne s'est imposée comme l'édition standard.